# Dietrich Karl Heinrich von Sobbe
Dietrich (Diedrich) Karl Heinrich von Sobbe (* 23. Juli 1796 in Kleve; † 2. September 1877 in Minden) war ein preußischer Generalmajor und Kommandeur der 14. Kavallerie-Brigade.

## Leben

### Herkunft
Er war Angehöriger des westfälischen Adelsgeschlechts Sobbe. Seine Eltern waren der preußische Regierungspräsident Ludwig Wilhelm von Sobbe (1750–1810) und dessen Ehefrau Agneta Benjamine Klara Luise, geborene von Oven (1761–1815). Der Generalmajor Georg Dietrich von Sobbe war sein Onkel.

### Militärkarriere
Sobbe stand seit 1811 zunächst in französischen Diensten, wechselte im Vorfeld der Befreiungskriege 1813 dann in die Preußische Armee. Er kämpfte in den Schlachten bei Großgörschen, Bautzen, Dresden, Kulm, Leipzig, Montmirail, Laon, Paris sowie den Gefechten bei Haynau, Etoges, Issy und Sezanne. Im Gefecht bei Liebertwolkwitz wurde Sobbe verwundet und mit dem Eisernen Kreuz II. Klasse ausgezeichnet. Am 1. August 1814 wurde er Sekondeleutnant im Clevenschen Landwehr-Kavallerie-Regiment und kam am 2. September 1814 in das 1. Husaren-Regiment der Russisch-Deutschen Legion. Mit der Auflösung der Legion kam er am 29. März 1815 zum 8. Ulanen-Regiment.
Nach dem Krieg stieg Sobbe bis Mitte Mai 1828 zum Rittmeister und Eskadronchef auf. Am 28. März 1841 wurde er in das 7. Ulanen-Regiment versetzt und am 7. April 1842 zum Major befördert. Am 31. März 1846 kam er als etatsmäßiger Stabsoffizier in das 1. Ulanen-Regiment. Sobbe wurde am 24. Juni 1848 zum Kommandeur des 3. Ulanen-Regiments ernannt, avancierte in dieser Stellung Ende September 1850 zum Oberstleutnant und am 13. November 1851 zum Oberst. Am 23. Mai 1854 erfolgte seine Ernennung zum Kommandeur der 12. Kavallerie-Brigade. Im Juli 1854 erhielt Sobbe den Orden des Heiligen Wladimir III. Klasse und am 10. August 1854 stellte man ihn à la suite des 3. Ulanen-Regiments. Er wurde am 12. Juli 1855 zum Generalmajor befördert und am 1. Juni 1856 als Kommandeur in die 14. Kavallerie-Brigade versetzt. Unter Verleihung des Roten Adlerordens II. Klasse mit Eichenlaub wurde Sobbe am 12. Januar 1858 mit Pension zur Disposition gestellt. Er starb am 2. September 1877 in Minden.

### Familie
Sobbe heiratete am 22. Oktober 1829 in Trier Johanna von Gaertner (1803–1843), mit der er mehrere Kinder hatte:
- Marie (1830–1901)
- Karoline Henriette Charlotte (1831–1897) ⚭ 1880 Adalbert von Massow (1829–1881), Oberst[1]
- Johanna Christine Charlotte (* 1833) ⚭ Otto Crone, Pfarrer
- Ludwig Karl Heinrich (1835–1918), preußischer General der Infanterie ⚭ Pauline Dietz (1844–1904)
- Auguste Amalie (1837–1852)